# Trileptium subterraneum
Trileptium subterraneum är en rundmaskart som först beskrevs av Gerlach 1952.  Trileptium subterraneum ingår i släktet Trileptium och familjen Enoplidae. Inga underarter finns listade i Catalogue of Life.